# Аретагин, Григорий Аляевич
Григорий Аляевич Аретагин (07.05.1930 — 18.06.1982) — бригадир оленеводческой бригады колхоза имени Первого Ревкома Чукотки Анадырского района Чукотского национального округа Магаданской области. Герой Социалистического Труда (08.04.1971).

## Биография
Родился в с. Усть-Белая Анадырского района (Чукотка) в семье оленевода.
С 1947 года работал в колхозе имени Первого Ревкома Чукотки сначала пастухом, затем заместителем председателя.
В 1957—1979 гг. бригадир оленеводческой бригады № 1.
С 1979 г. веттехник оленеводческой бригады № 4 совхоза имени Первого Рекома Чукотки.
Указом Президиума Верховного Совета СССР от 8 апреля 1971 г. за выдающиеся успехи, достигнутые в развитии сельскохозяйственного производства и выполнении пятилетнего плана продажи государству продуктов животноводства, удостоен звания Героя Социалистического Труда.
Делегат XXIV съезда КПСС.